# Avenal
Avenal is een plaats (city) in de Amerikaanse staat Californië, en valt bestuurlijk gezien onder Kings County.

## Demografie
Bij de volkstelling in 2000 werd het aantal inwoners vastgesteld op 14.674.
In 2006 is het aantal inwoners door het United States Census Bureau geschat op 16.837, een stijging van 2163 (14,7%).

## Geografie
Volgens het United States Census Bureau beslaat de plaats een oppervlakte van
49,5 km², geheel bestaande uit land. Avenal ligt op ongeveer 246 m boven zeeniveau.

## Plaatsen in de nabije omgeving
De onderstaande figuur toont nabijgelegen plaatsen in een straal van 40 km rond Avenal.